# 樋口広芳
樋口 広芳（ひぐち ひろよし、1948年2月26日 - ）は、日本の鳥類学者、農学博士。東京大学名誉教授、慶應義塾大学訪問教授。米国ミシガン大学動物学博物館客員研究員、日本野鳥の会研究センター所長、東京大学大学院教授、日本鳥学会会長、The Society for Conservation Biology Asia Section Presidentなどを歴任。国土交通省航空局「鳥衝突防止対策検討会」委員長。

## 経歴
1948年、神奈川県横浜市に生まれる。1966年、横浜市立金沢高等学校卒業。1970年、宇都宮大学農学部卒業。1975年、東京大学大学院農学系研究科博士課程修了、農学博士。伊豆半島と伊豆諸島のヤマガラの繁殖生態および採食生態、それに関連した形態上の相違などについて研究した。博士論文は「ヤマガラParus varius Temminck & Schlegelの生態および形態に関する地理的変異」。
1977-88年東京大学農学部助手。1986-88年、米国ミシガン大学動物学博物館（The University of Michigan, Museum of Zoology）客員研究員。ロバート・B・ペイン（en:Robert B. Payne）教授のもとで、コウウチョウの托卵生態やササゴイの投げ餌漁などについて研究した。1988-94年、日本野鳥の会研究センター所長。希少種の生態と保全、とくに渡り鳥の衛星追跡を実施。1994-2012年、東京大学大学院農学生命科学研究科教授。野生動物学研究室および生物多様性科学研究室で、生物多様性の意味、仕組、進化、保全についての研究と教育に携わる。2010-12年、東京理科大学客員教授（兼任）。2012年、東京大学を定年退職、東京大学名誉教授。2012-17年、慶應義塾大学大学院政策・メディア研究科特任教授。2017年－、慶應義塾大学訪問教授（自然科学研究教育センター）などとして、生物多様性の仕組、進化、保全について研究、教育、啓発などの諸活動を続けている。 

## 受賞歴
- 2017年6月　日本動物学会Zoological Science Awardおよび藤井良三賞 （Chen Wenboほか8名と合同受賞）[6]
- 2015年5月　野生生物保護功労者「環境大臣賞」[7]
- 2009年6月　日本動物学会Zoological Science Awardおよび藤井良三賞 （山口典之ほか13名と合同受賞）[8]
- 2006年3月　日本生態学会「論文賞」（島崎彦人ほか5名と合同受賞）[9]
- 1998年7月　（財）山階鳥類研究所「山階芳麿賞」[10]
- 1991年6月　（財）国立公園協会「田村賞」[11]
- 1977年7月　日本鳥学会「鳥学研究賞」

## エピソード
樋口が鳥類学者を志したのは高校時代で、当時宇都宮大学の教授であった清棲幸保の『日本鳥類大図鑑、I～III巻』（講談社）を図書館などでながめながら、「よし、絶対、鳥類学者になるぞ」と思い、「大学は迷わず（清棲幸保がいる）宇都宮大学」へと決意し進学した。

## 著書
- 『鳥の生態と進化』（思索社 1978年）
- 『鳥たちの生態学』（朝日新聞 1986年）
- 『保全生物学』（編著1996年 東京大学出版会）
- 『飛べない鳥の謎』（平凡社 1996年）
- 『湿地と生きる』（共著 岩波書店 1997年）
- 『カラス、どこが悪い!?』（共著 2000年 小学館）
- 『鳥たちの旅』（2005年 日本放送出版協会）
- 『生態と環境』（共著 2007年 培風館）
- 『鳥の自然史 ―空間分布をめぐって』（共編著2009年北海道大学出版会）
- 『カラスの自然史 -系統から遊び行動まで』（共編著 2010年 北海道大学出版会）
- 『生命（いのち）にぎわう青い星ー生物の多様性と私たちのくらしー』（2010年 化学同人）
- 『赤い卵のひみつ』（2011年 小峰書店）
- 『鳥・人・自然ーいのちのにぎわいを求めてー』（2013年 東京大学出版会）
- 『The Journey of Birds-Satellite Tracking Bird Migration-』(2013, SELC)
- 『日本のタカ学』（編著2013年、東京大学出版会）
- 『日本の鳥の世界』（2014年、平凡社）
- 『鳥ってすごい！』（2016年、山と渓谷社）
- 『地球を旅する生き物たち』（監修2016年、PHP）
- 『鳥の渡り生態学』（編著2021年、東京大学出版会）
- 『ニュースなカラス、観察奮闘記』（2021年、文一総合出版）
- 『鳥博士と天才カラス』（作；絵はおおたぐろまり、2022年、文一総合出版）

### 主訳書
- 『猛獣はなぜ数が少ないか』（P.コリンヴォー著 渡辺政隆との共訳、早川書房 1982年）
- 『野外鳥類学への招待』（T.グラップ著 小山幸子との共訳　思索社 1989年）
- 『フィンチの嘴』（J.ワイナー著 黒沢令子との共訳　早川書房　1995年）
- 『地上を走る鳥のなかま』（R.ヒューム著、朝倉書店、2013年監訳）
- 『世界を翔ける翼ー渡り鳥の壮大な旅』（スコット・ワイデンソール著、岩崎晋也訳、化学同人、2023年監訳）